# Ferocactus townsendianus
Ferocactus townsendianus är en kaktusväxtart som beskrevs av Nathaniel Lord Britton och Joseph Nelson Rose. Ferocactus townsendianus ingår i släktet Ferocactus och familjen kaktusväxter. Inga underarter finns listade i Catalogue of Life.

## Bildgalleri

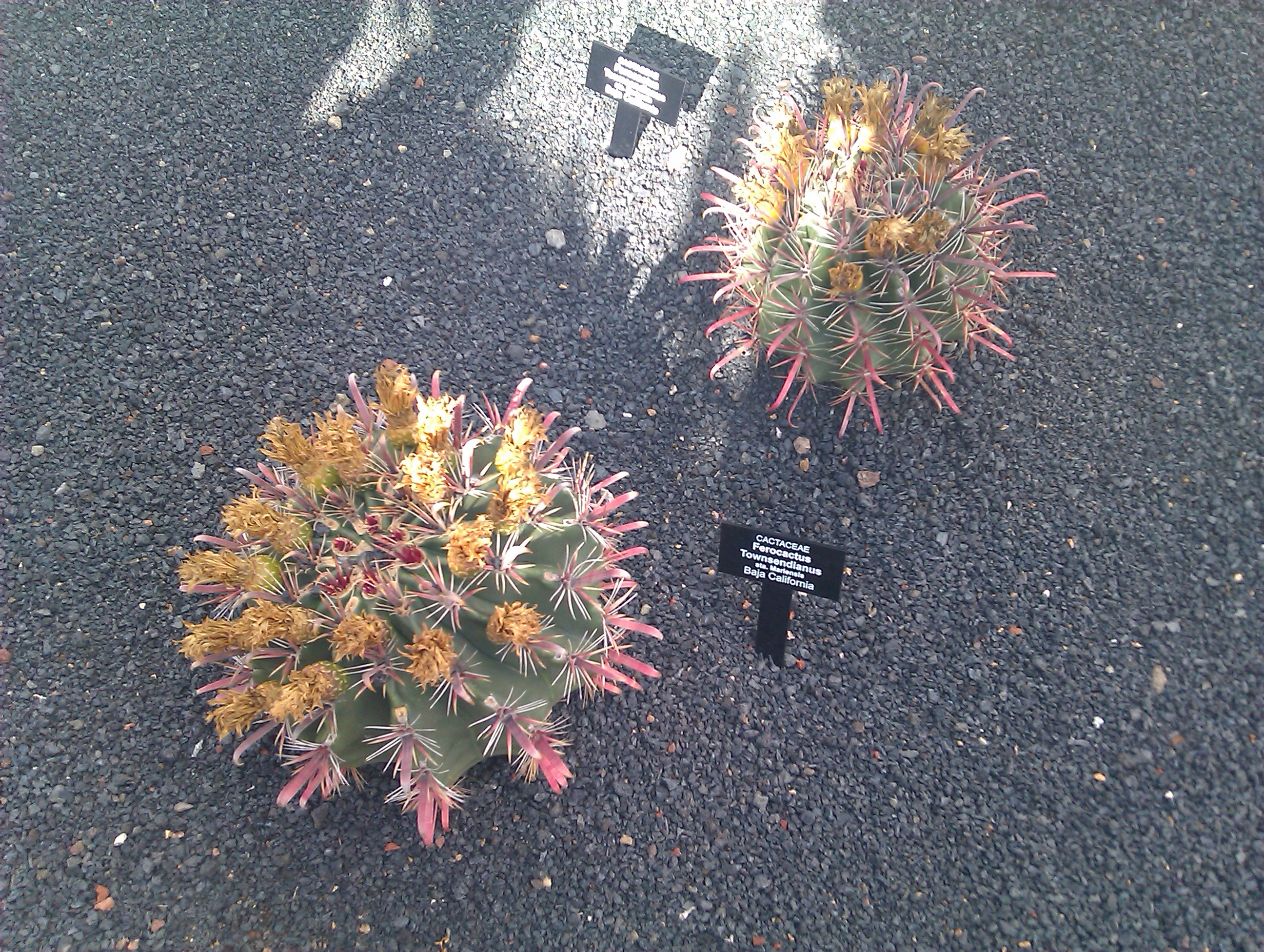
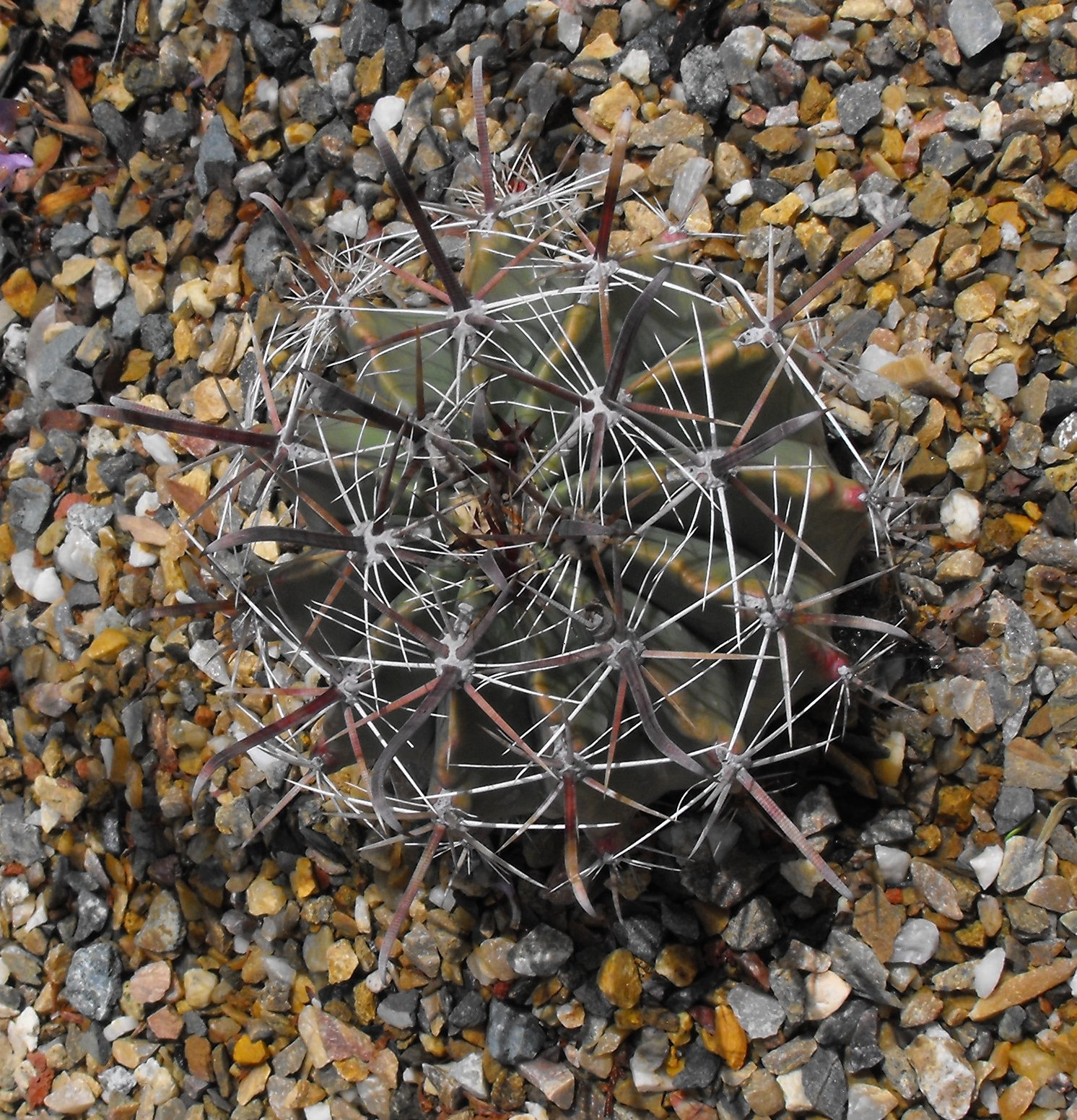
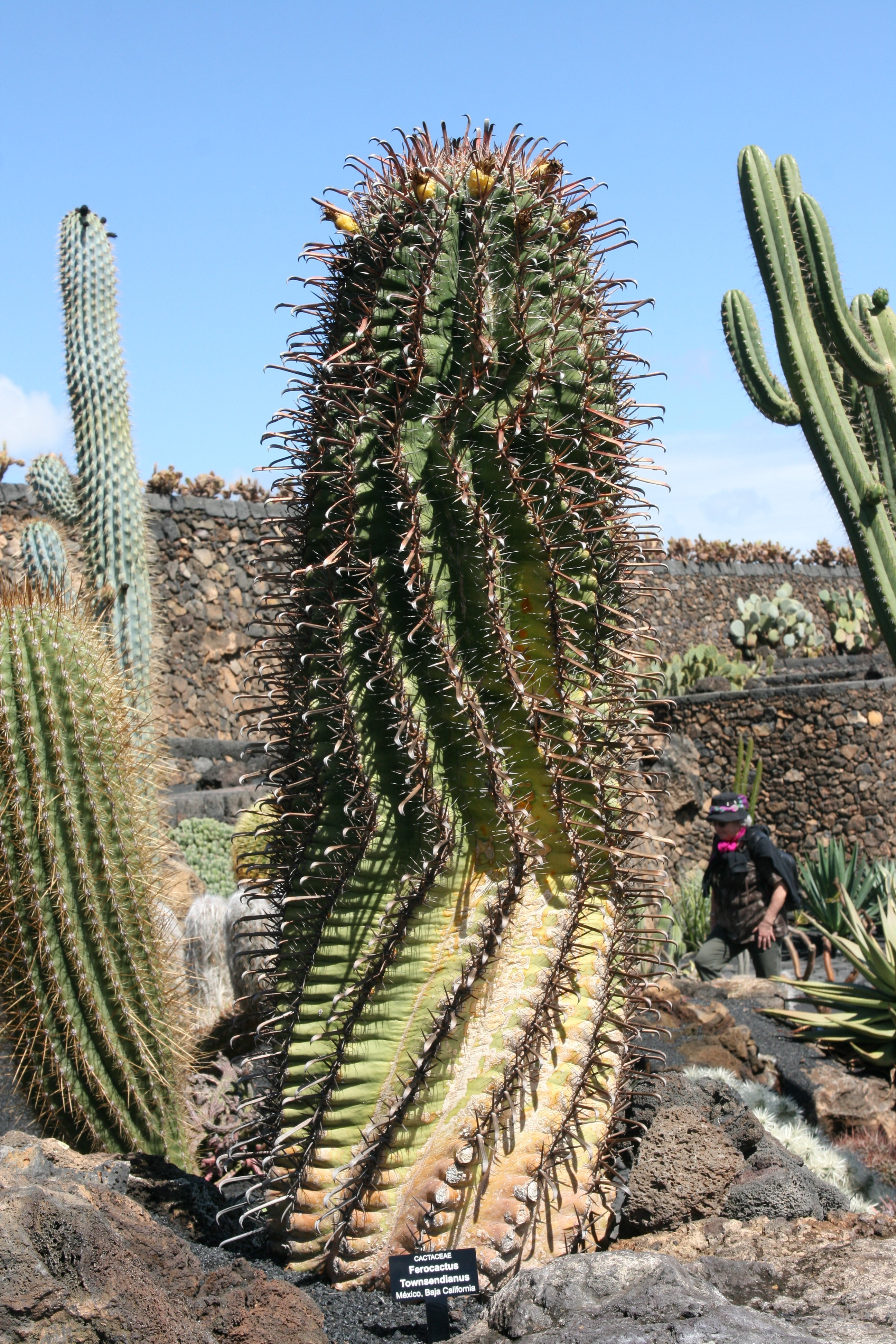
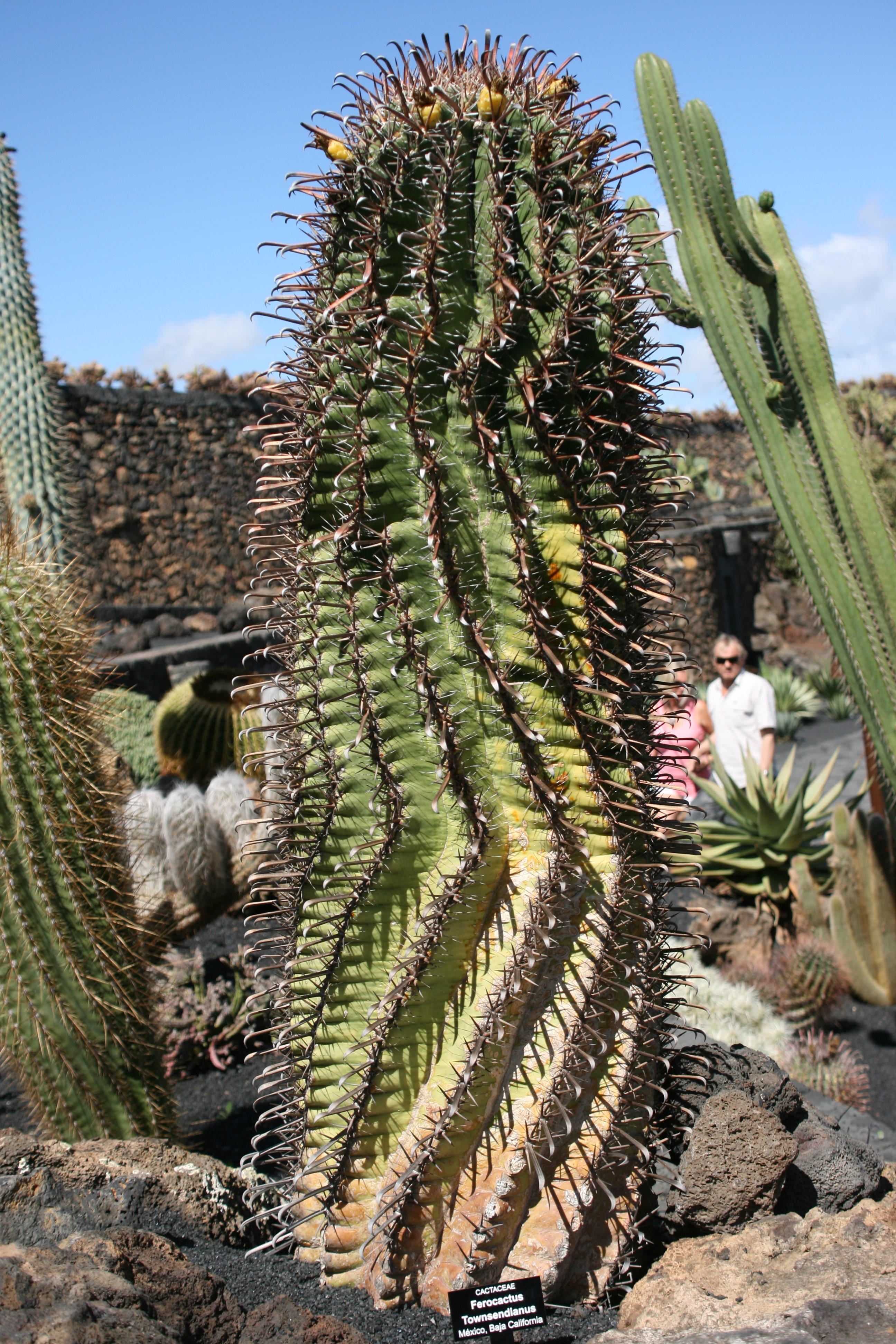
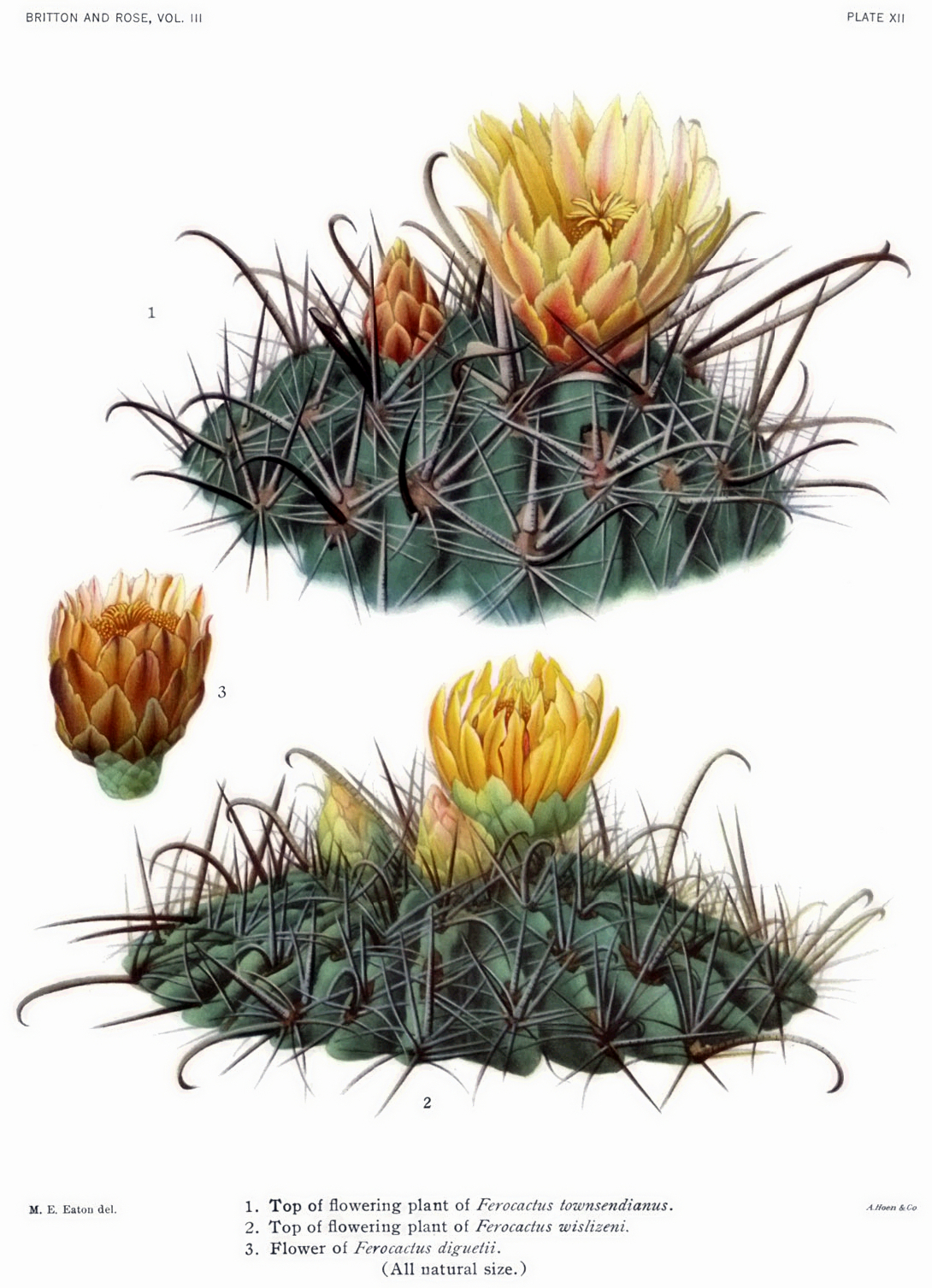
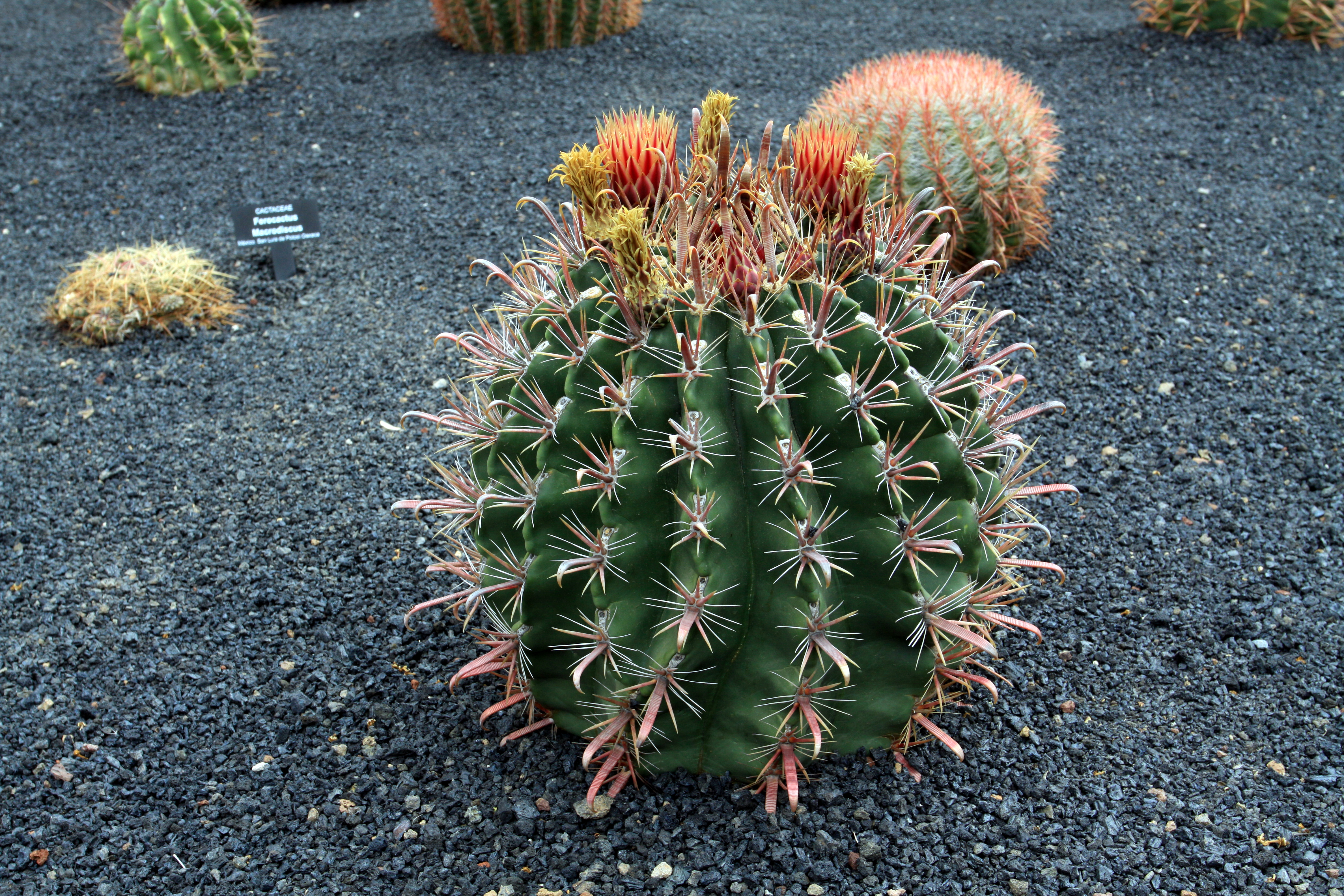